# Cù đề
Cù đề (danh pháp: Breynia vitis-idaea) là một loài thực vật có hoa trong họ Diệp hạ châu. Loài này được (Burm.f.) C.E.C.Fisch. mô tả khoa học đầu tiên năm 1932.

## Tên gọi
Tên gọi trong các ngôn ngữ khác gồm:
- tiếng Việt: Cù đề
- tiếng Mân Nam: 紅心仔 Âng-sim-á, 紅珠仔 Âng-chu-á, 紅仔珠 Âng-á-chu
- tiếng Trung: 七日暈; nghĩa đen '7-day dizziness'
- tiếng Bài Loan: Takaha'do
- tiếng Mã Lai: Hujan panas, semomah, seruyan
- tiếng Tagalog: Matangulang
- tiếng Cebuano: Sungut-olang
- tiếng Tausug: Santing
- tiếng Thái: เพี้ยะฟาน (phiafān; phát âm tiếng Thái: [pʰíaʔ faːn]), ดับพิษ (dapphit; phát âm tiếng Thái: [dàp pʰít]) (miền bắc), ก้างปลาทะเล (kāngplāthalē; phát âm tiếng Thái: [kâːŋ plaː tʰáʔ leː]), ผักหวานตัวผู้ (phakwāntūaphū; phát âm tiếng Thái: [pʰàk wǎːn tuːa pʰûː]) (miền trung)[3]
- tiếng Nhật: 大島小判の木 / オオシマコバンノキ / おおしまこばんのき (Ōshima koban no ki), 台湾小判の木 / タイワンコバンノキ / たいわんこばんのき (Đài Loan kobannoki), 姫小判の木 / ヒメコバンノキ / ひめこばんのき (Hime kobannoki), 高砂小判の木 / タカサゴコバンノキ / こばんのき (Takasago kobannoki)

## Đặc điểm
Loài này chứa saponin breynin và glycoside terpenic và phenolic. Chất độc của B. vitis-idaea có thể gây tổn thương tế bào gan.

## Hình ảnh

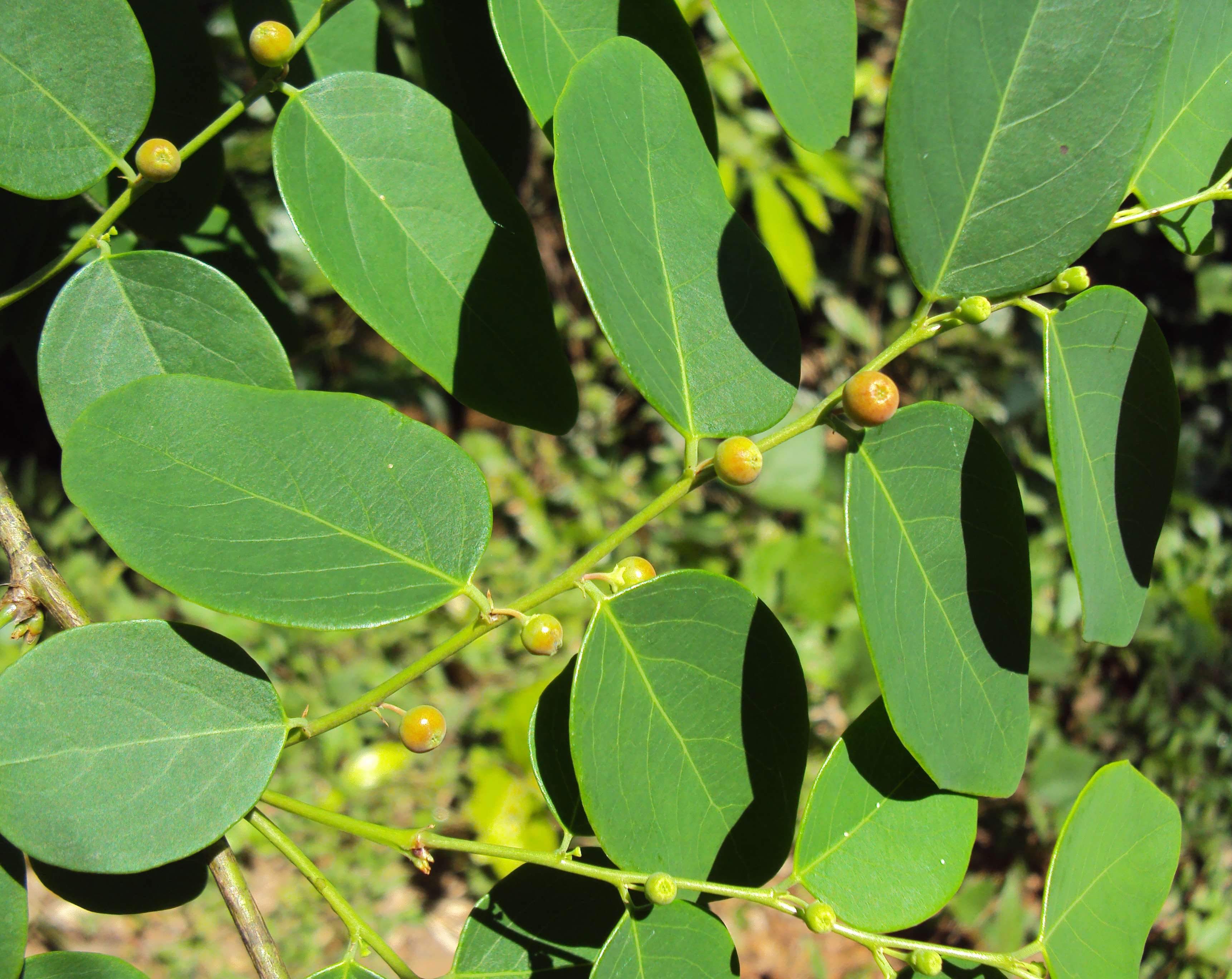
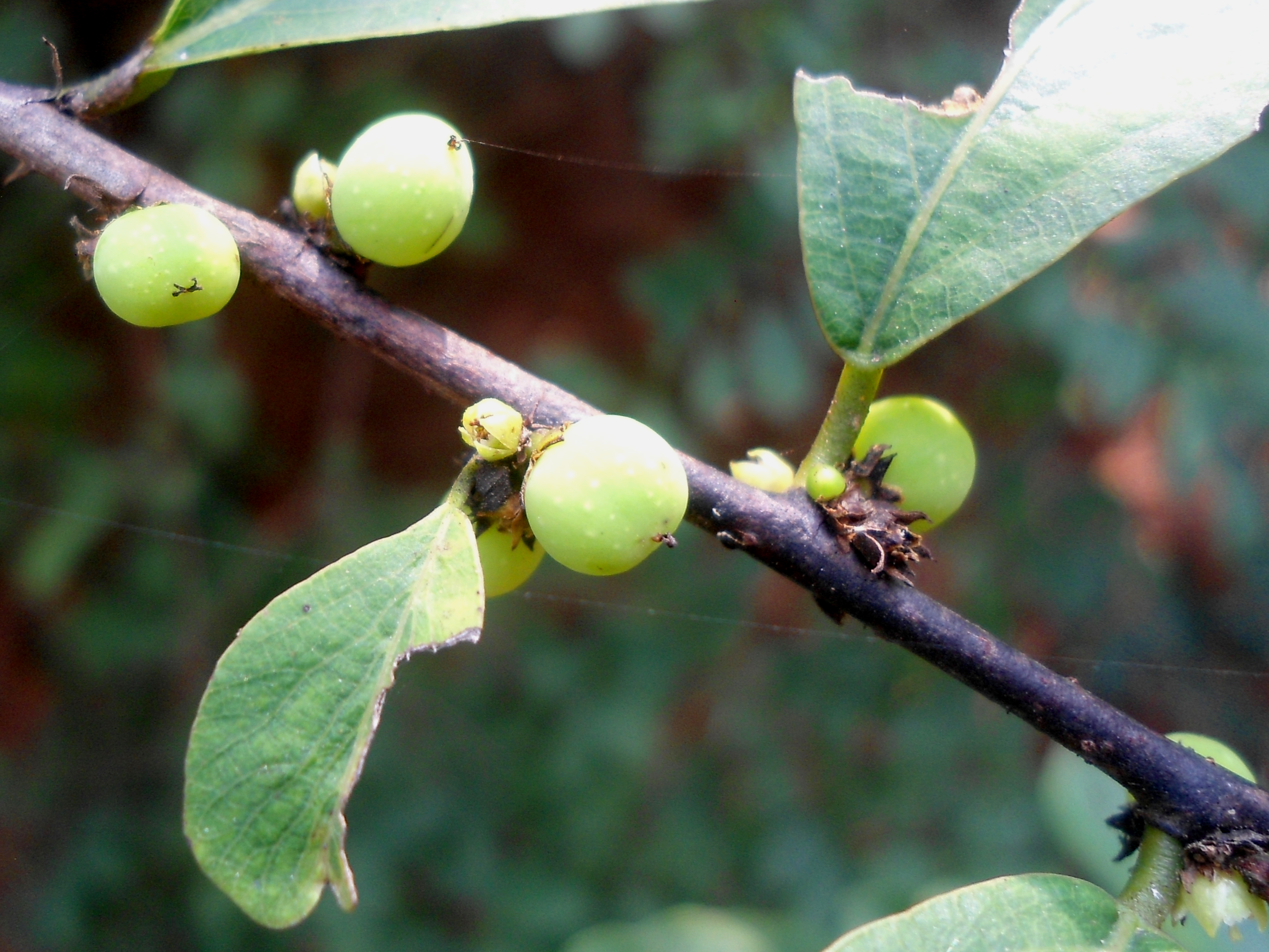
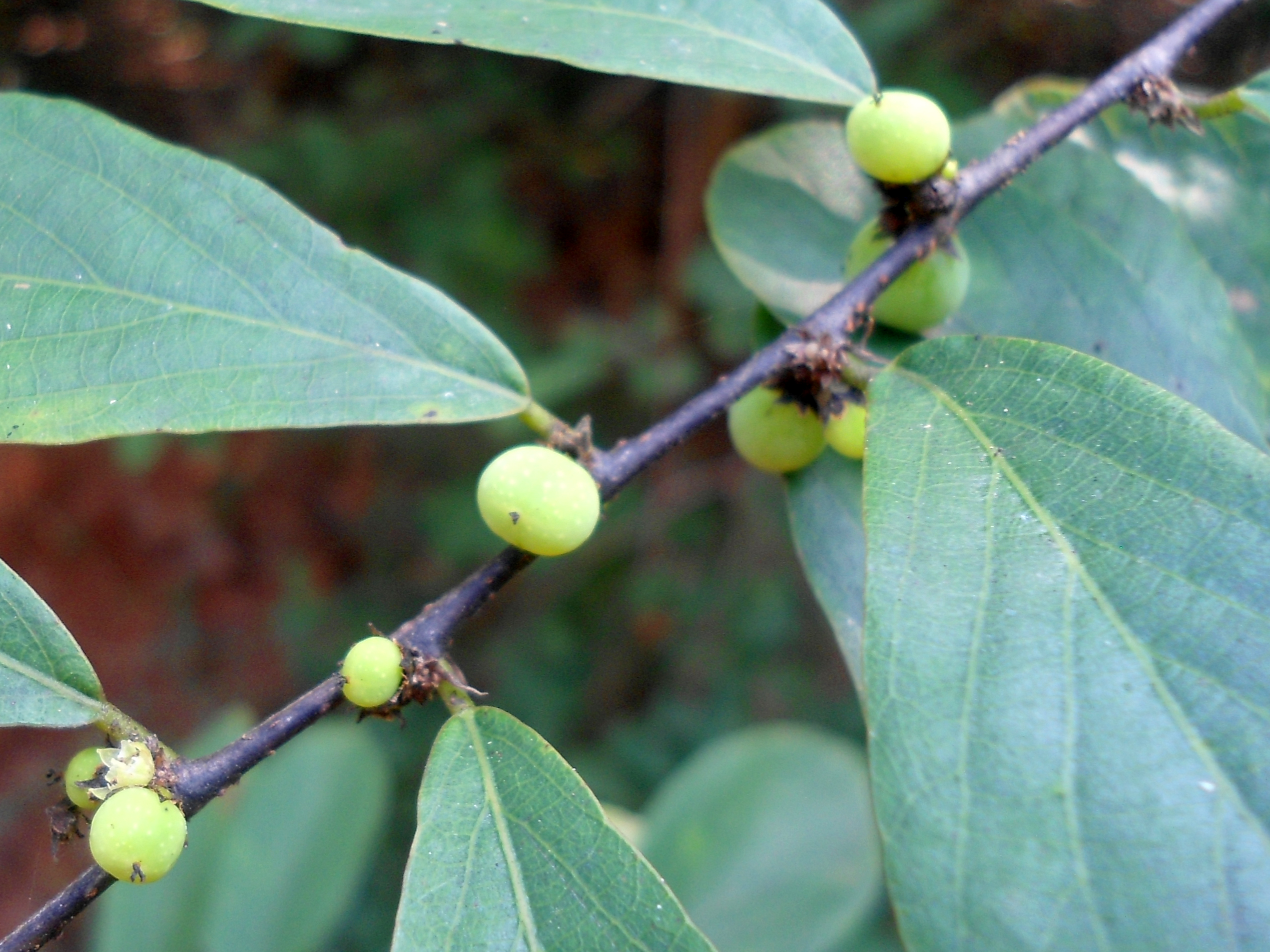
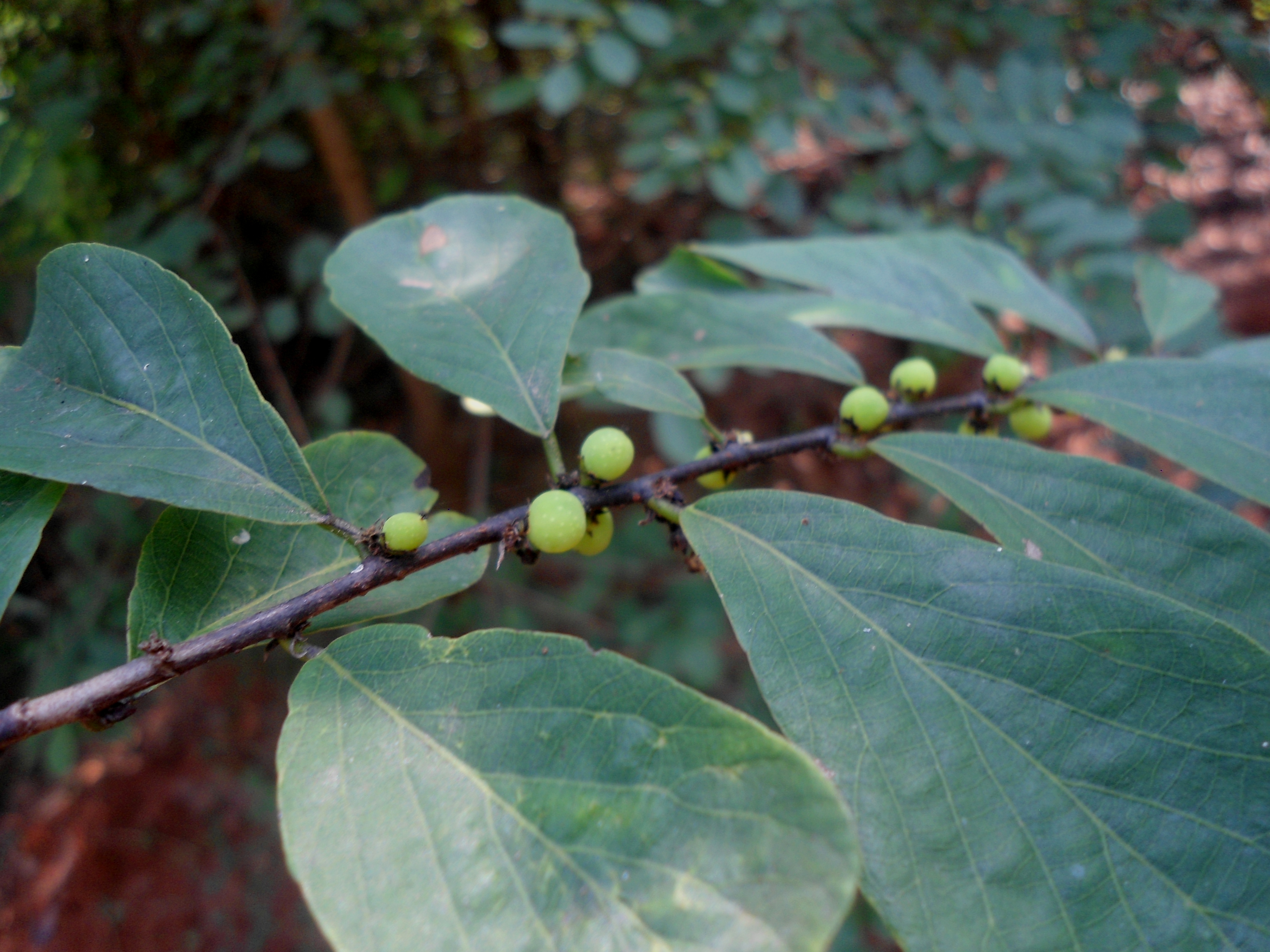